# Castello di Sawayama
Il castello di Sawayama (佐和山城 ?, Sawayama-jō) fu una dimora e roccaforte di Ieyasu Tokugawa.

## Storia
Costruito dal clan Sasaki nel XII secolo, passò poi a Minamoto no Yoritomo  e poi al clan Rokkaku.
Passato a metà XVI secolo al clan Azai. 
Il castello permetteva il controllo della regione del Kinki, che con le città di Osaka e Kyoto era il nucleo economico e politico dell'intero Giappone, e fu un punto strategico importante per Ieyasu nella battaglia di Sekigahara.
Successivamente venne occupato da Ii Naomasa e da lui fatto demolire nel 1602, venendo sostituito dal castello di Hikone.